# Granius Petro
Granius Petro († um 47 v. Chr.) war ein Mitglied des römischen Geschlechts der Granii und gehörte der Partei Caesars an. Laut Plutarch wurde Granius Petro von Caesar zum Quästor designiert, aber mit seinem Schiff an der Küste Afrikas von den Pompeianern unter Metellus Scipio abgefangen. Während alle anderen Schiffsreisenden als Kriegsgefangene behandelt wurden, sollte Granius Petro die Freiheit geschenkt werden. Der designierte Quästor antwortete jedoch, dass es bei den Soldaten Caesars Brauch sei, Gnade zu erteilen, nicht aber, sie anzunehmen, woraufhin er sich mit seinem Schwert erstach. Der Althistoriker Friedrich Münzer vertritt die Ansicht, dass sich Granius’ Gefangennahme und Selbstmord im Jahr 47 v. Chr. abgespielt haben könnte, da der – Ereignisse des Jahres 46 v. Chr. behandelnde – Afrikanische Krieg nichts darüber berichtet.